# Онкан
Онкан (мэн. Kione Droghad, англ. Onchan) — фактически небольшой городок, но формально — посёлок (village) на острове Мэн. Население — 9172 жителей (перепись 2006 года). Онкан расположен на северном берегу залива Дугласа, на восточном берегу острова. Несмотря на статус села, Онкан является вторым по размеру поселением на острове Мэн, после столицы Дугласа, с которым он находится в конурбации.

На мэнском языке Онкан называется Kione Droghad, что означает «конец моста».

## История
В XIX столетии на территории Онкана был найден каменный топор возрастом в 5 000 лет. Первое упоминание о поселении датируется 1643 годом. Развитие всего восточного берега острова проводилось компанией Дугласского залива с целью продажи недвижимости. В 1893 году через Онкан прошла трасса трамвая острова Мэн, это был первый трамвай на острове.

## Культура

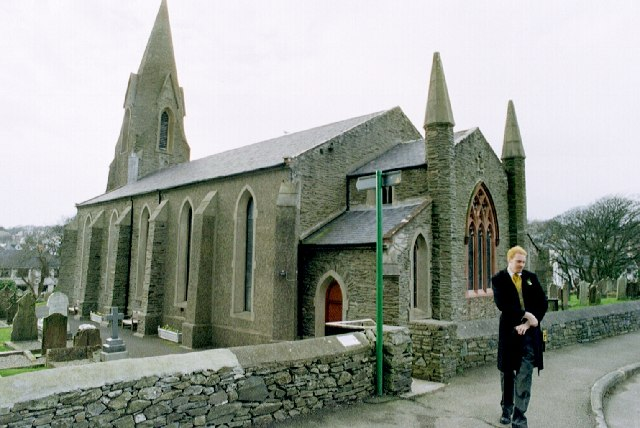
Церковь Святого Петра

С 1903 года в поселении находится резиденция губернатора острова Мэн.
Англиканская церковь имеет здесь Церковь святого Петра. Первая церковь на территории Онкана была основана ещё в XII столетии, однако в 1771 году она была признана опасной и закрыта для посещений. В 1830 была начата постройка новой церкви, которая была завершена в 1863. В 1897 она стала первой на острове, которая была освещена электричеством.

## Население

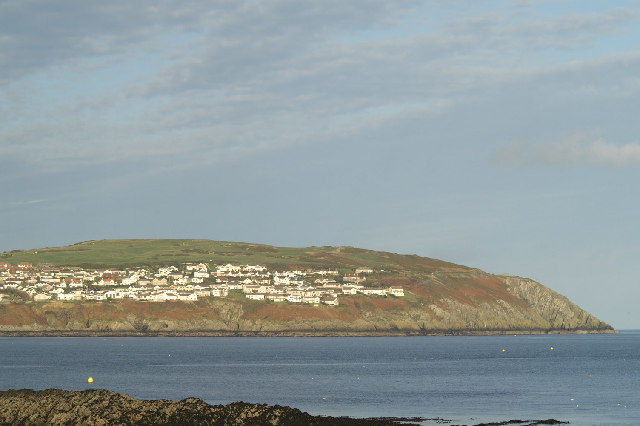
Вид Онкана с моря

По данным переписи 2006 года население Онкана составляет 9172 жителя, в 2001 году здесь жили 8803 человека. Это самый большой посёлок на острове. При этом, он больше по населению чем 3 города из четырёх: Каслтаун, Пил, Рамси. Сейчас Онкан преимущественно исполняет роль места жительства для рабочих из Дугласа.